# Коморский язык
Комо́рский язык (самоназвание — Shikomor, Shimasiwa) — один из языков банту. Является одним из трёх официальных языков на Коморах. Широко распространён на Майотте.
По разным данным, является родным для 700 тысяч человек.
Согласно генетической классификации, языки банту относятся к бенуэ-конголезской группе нигеро-конголезской семьи. Код Гасри — G.44.

## Социолингвистическая ситуация
Объявлен официальным на Коморах, на нём говорят 99 % жителей. Гимн Коморских островов написан на этом языке.
Родной язык примерно для 70 % жителей Майотты, традиционно используется в качестве языка межэтнического общения.

## Письменность
Современный коморский язык использует в качестве письма латиницу и арабское письмо.
Коморский алфавит на основе арабской графики:
| ا | ب | پ | ت | تّ | ث | ج | چ | خ | ح |
| د | دّ | ذ | ر | ز | زّ | س | سّ | ش | شّ |
| ص | ض | ط | ظ | ع | غ | ڠ | ف | ڢ | ڤ |
| ۊ | ك | ڬ | ل | م | ن | نّ | ه | و | ي |

## Диалекты
Диалекты коморского традиционно рассматривались как диалекты языка суахили. Коморский и суахили не являются полностью взаимопонятными. Исходя из этого, а также того факта, что коморский признан официальным языком и развивается независимо от суахили, многие исследователи предлагают считать коморский самостоятельным языком.
Так как Коморы являются островным государством, большинство из островов имеет свои диалекты. Известны следующие диалекты: шимаоре (Shimaore), мвали (Mwali), ндзвани (Ndzwani), нгазиджа (Ngazidja). Каждый из них имеет свой код ISO 639-3.